# Piedigrotta
Piedigrotta (Talijanski: [ˌpjɛdiˈɡrɔtta]; nap. Piererotta [ˌpjereˈrottə]; lit. "u podnožju špilje") dio je četvrti Chiaia u Napulju, Italija, takozvane zbog prisutnosti crkve Madone iz Piedigrotte u blizini ulaza u Crypta Napolitana. Područje je također bilo poznato po godišnjem festivalu, koji je doveo do natjecanja u pisanju pjesama koje je dovelo do komercijalnog rođenja popularne napuljske pjesme.